# Rusmir Malkočević
Rusmir Malkočević (* 9. Januar 1996) ist ein bosnischer Leichtathlet, der sich auf den 400-Meter-Hürdenlauf spezialisiert hat.

## Sportliche Laufbahn
Erste internationale Erfahrungen sammelte Rusmir Malkočević im Jahr 2014, als er bei den Balkan-Meisterschaften in Pitești mit 55,22 s den sechsten Platz über 400 m Hürden belegte. Im Jahr darauf vertrat er sein Land bei der 3. Liga der Team-Europameisterschaft, die im Zuge der Europaspiele in Baku ausgetragen wurde, und belegte dort in siegte dort mit 53,59 s im B-Finale über die Hürden und wurde mit der bosnischen 4-mal-400-Meter-Staffel in 3:10,50 min Zweiter hinter dem Team aus der Slowakei. Anschließend schied er bei den Junioreneuropameisterschaften in Eskilstuna mit 54,94 s im Halbfinale über die Hürden aus und wurde bei den Balkan-Meisterschaften in Pitești in 54,28 s Fünfter. 2016 wurde er bei den Balkan-Hallenmeisterschaften in Istanbul in 48,83 s Dritter im C-Lauf über 400 m und belegte in 3:20,86 min den vierten Platz mit der Staffel. Anfang Juni belegte er bei den U23-Mittelmeermeisterschaften in Tunis in 51,97 s den vierten Platz über 400 m Hürden und siegte daraufhin in 51,47 s bei den Balkan-Meisterschaften in Pitești über die Hürden, belegte mit der 4-mal-100-Meter-Staffel in 41,60 s den ersten Platz im B-Lauf und gewann mit der 4-mal-400-Meter-Staffel in 3:09,47 min die Bronzemedaille. Im Jahr darauf gewann er bei den Balkan-Hallenmeisterschaften in Belgrad in 48,23 s das B-Finale im 400-Meter-Lauf und wurde mit der 4-mal-400-Meter-Staffel in 3:18,12 min Vierter, ehe er bei den Halleneuropameisterschaften ebendort mit 48,58 s in der ersten Runde ausschied. 2018 scheiterte er bei den Mittelmeerspielen in Tarragona mit 53,02 s im Vorlauf und gewann anschließend bei den Balkan-Meisterschaften in Stara Sagora in 51,90 s die Bronzemedaille.
2019 gewann er bei den Balkan-Meisterschaften in Prawez in 51,53 s erneut die Bronzemedaille über die Hürden und belegte in 3:25,10 min den vierten Platz im Staffelbewerb. Im Jahr darauf wurde er bei den Balkan-Meisterschaften in Cluj-Napoca in 52,96 s Fünfter und 2021 konnte er sein Rennen bei den Balkan-Meisterschaften in Smederevo nicht beenden und gelangte auch mit der 4-mal-100-Meter-Staffel nicht ins Ziel. Im Jahr darauf startete er bei den Mittelmeerspielen in Oran und verpasste dort mit 53,27 s den Finaleinzug.
In den Jahren 2014 und 2015 und von 2018 bis 2022 wurde Malkočević bosnischer Meister im 400-Meter-Hürdenlauf.

## Persönliche Bestleistungen
- 400 Meter: 48,04 s, 11. Juni 2016 in Marsa
  - 400 Meter (Halle): 48,23 s, 25. Februar 2017 in Belgrad
- 400 m Hürden: 51,21 s, 19. Juni 2021 in Limassol